# Adam Wiśniewski (prawnik)
Adam Wiśniewski (ur. 1 marca 1963) – polski prawnik, doktor habilitowany nauk prawnych, profesor uczelni i kierownik Katedry Prawa Międzynarodowego Publicznego Wydziału Prawa i Administracji Uniwersytetu Gdańskiego.

## Życiorys
Absolwent studiów na Wydziale Prawa i Administracji Uniwersytetu Gdańskiego (1982–1987) oraz studiów doktoranckich w Uniwersytecie w Oksfordzie (1991–1992). Ukończył aplikację sędziowską (1987–1989) oraz radcowską (1995–1996). W 1996 obronił napisaną pod kierunkiem Leszka Starosty rozprawę doktorską pt. Wolność słowa – studium prawnoporównawcze i międzynarodowe. Doktor habilitowany nauk prawnych – habilitował się w 2009 na podstawie monografii zatytułowanej Koncepcja marginesu oceny w orzecznictwie Europejskiego Trybunału Praw Człowieka.
Od 1996 wykonuje zawód radcy prawnego. Od 1988 związany z zawodowo z Uniwersytetem Gdańskim. W 2010 został kierownikiem Katedry Prawa Międzynarodowego Publicznego na Wydziale Prawa i Administracji Uniwersytetu Gdańskiego. W latach 2015–2023 pełnił funkcję członka Rady Doradczej Balex – międzynarodowej instytucji założonej przez Uniwersytet w Turku oraz Åbo Akademi w Finlandii. W 2024 został członkiem Doradczego Komitetu Prawnego przy Ministrze Spraw Zagranicznych oraz został wskazany jako sędzia ad hoc z ramienia Polski Europejskiego Trybunału Praw Człowieka. Przewodniczący sekcji prawnej Komisji Badań Kosmicznych w Polskiej Akademia Nauk, Oddział w Gdańsku. 
Zna biegle angielski oraz, w mniejszym stopniu, francuski i rosyjski. 
W 2014 został wyróżniony Medalem Komisji Edukacji Narodowej. 

## Publikacje książkowe
- Koncepcja marginesu oceny w orzecznictwie Europejskiego Trybunału Praw Człowieka, Gdańsk: Wydawnictwo Uniwersytetu Gdańskiego, 2008.
- The European Court of Human Rights – Between Activism and Passivism, Gdańsk: Wydawnictwo Uniwersytetu Gdańskiego, 2016.
- The Interpretation of the European Convention on Human Rights, Gdańsk: Wydawnictwo Uniwersytetu Gdańskiego, 2021.